# Měčín

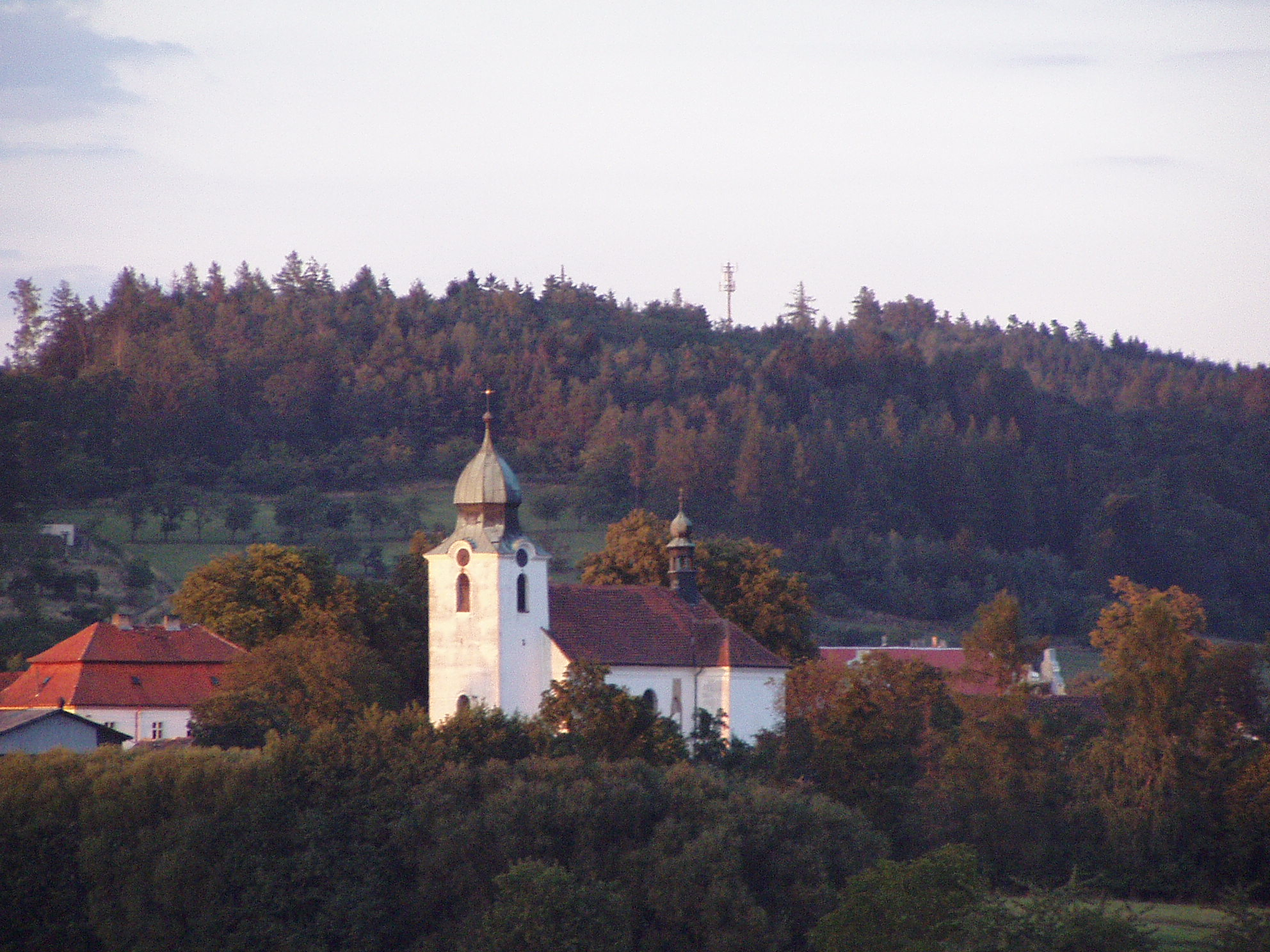
Kirche St. Nikolaus

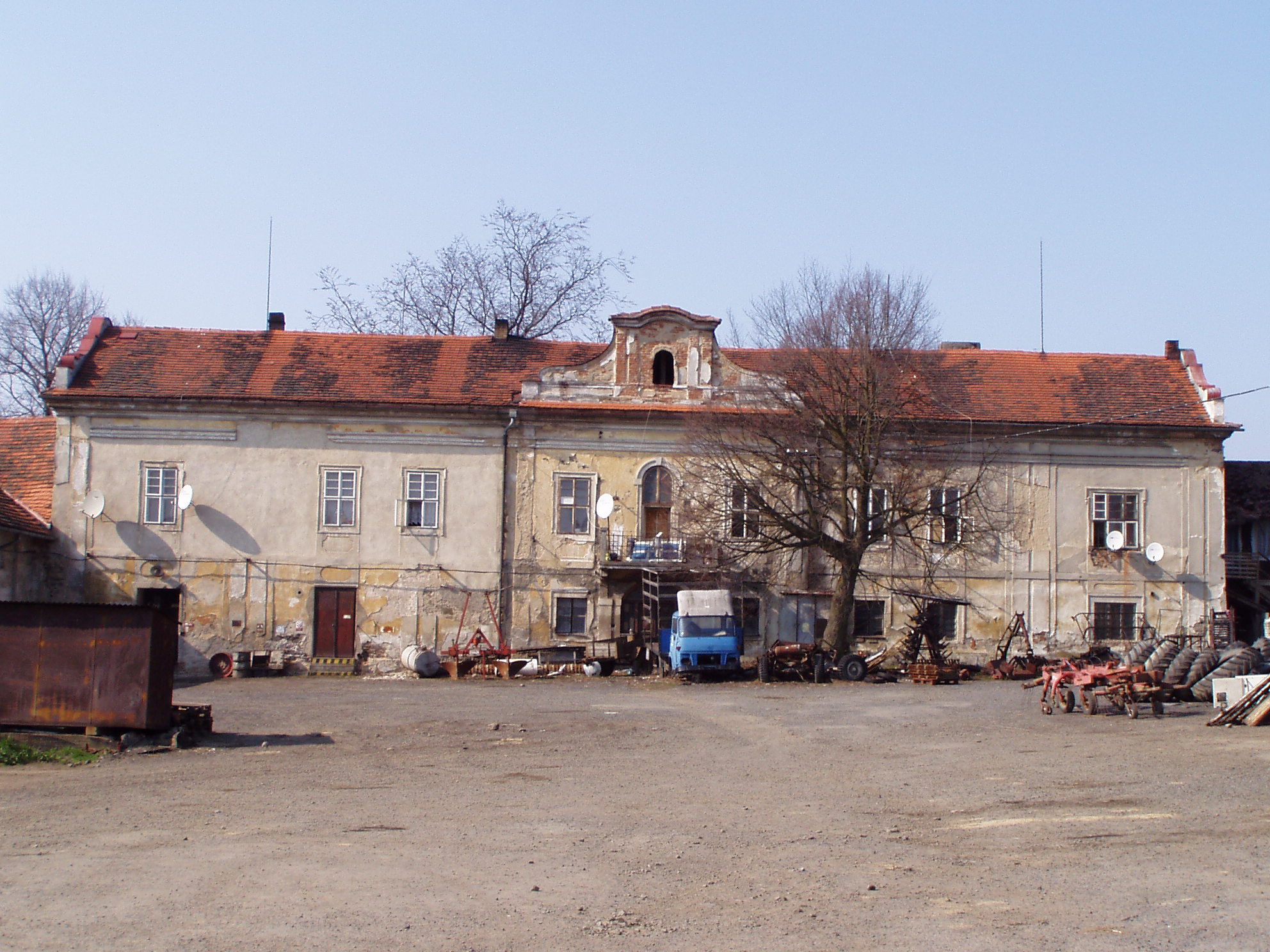
Schloss Měčín

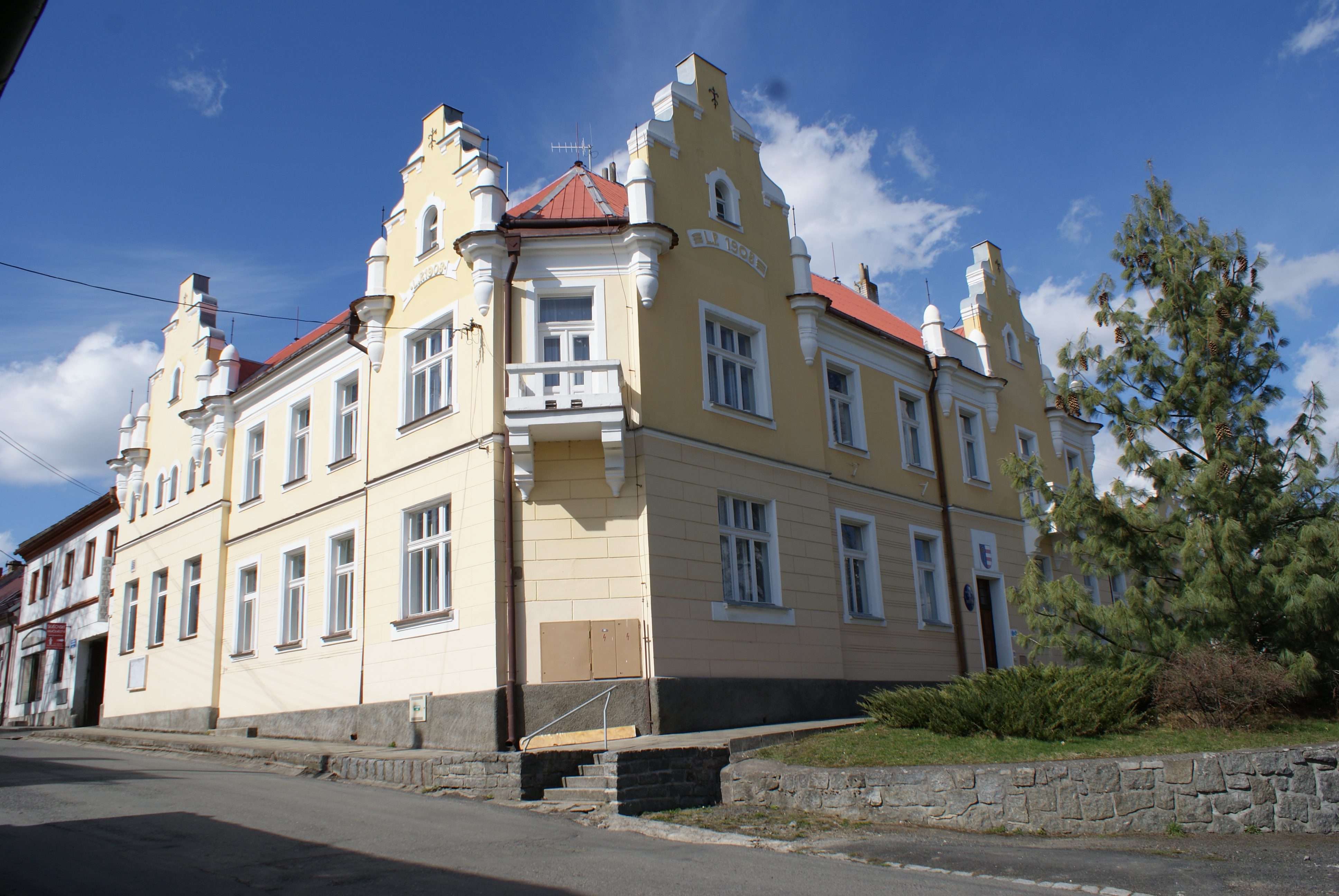
Rathaus

Měčín (deutsch Metschin, früher auch Mirtschin bzw. Mietschin) ist eine Stadt in Tschechien. Sie liegt zwölf Kilometer nordöstlich von Klatovy und gehört zum Okres Klatovy.

## Geographie
Měčín befindet sich am Oberlauf der Třebýcinka im Schwihauer Hügelland. Nordöstlich erhebt sich der Chlumec (616 m). In Měčín kreuzen sich die Staatsstraßen II/117 zwischen Klatovy und Blovice und II/182 zwischen Petrovice und Borovy.
Nachbarorte sind Skašov im Nordosten, Radkovice und Osobovy im Osten, Bíluky im Südosten, Nedanice und Třebýcina im Südwesten, Hráz, Mečkov und Malinec im Westen sowie Babice im Nordwesten.

## Geschichte
Das Gut Měčín gelangte zum Ende des 12. Jahrhunderts an die Herren von Drslavice, die zu dieser Zeit in Westböhmen ansässig wurden und umfangreiche Güter erwarben. Erstmals urkundlich erwähnt wurden Ort und Kirche im Jahre 1352. Seit 1413 wurde Měčín als Stadt bezeichnet, der genaue Zeitpunkt der Verleihung der Stadtrechte ist nicht überliefert. Zum Ende des 15. Jahrhunderts schlug Půta Švihovský die Stadt der Burgherrschaft Švihov zu, später kam Měčín auf zeitweilig zu Roupov. Bei der Aufteilung der Švihover Güter unter Heralt Kavka Říčanský wurde Měčín um 1580 wieder zur selbstständigen Gutsherrschaft, deren Sitz das neue Schloss (Nový hrad) war. Neben der Stadt Měčín unterstanden dem Gut noch die Dörfer Luh und Vlčí. Um 1610 erfolgte der Anschluss des Gutes an die Herrschaft Žinkovy. Im 18. Jahrhundert förderte Elisabeth Gräfin von Klenau, geb. von Wallmerode den Ort. Zu dieser Zeit wurde bei Měčín auch Bergbau auf Kupfer und Zinn betrieben. Um 1770 wurde das Geschlecht von Vrtba Besitzer von Měčín.
Nach der Aufhebung der Patrimonialherrschaften gehörte die Stadt Měčín ab 1850 zum Gerichtsbezirk Nepomuk und ab 1868 zum Bezirk Přestitz. Nach dem Ende des Zweiten Weltkrieges verlor Měčín seine Stadtrechte. 1948 wurde der Besitzer des Gutes, Bohumil Kubec, enteignet. Bei der Verwaltungsreform von 1960 kam die Gemeinde Měčín zum Okres Klatovy. Seit 1992 ist Měčín wieder eine Stadt.

## Ortsgliederung
Die Stadt Měčín besteht aus den Ortsteilen Bíluky (Biluk), Hráz (Damm), Měčín (Metschin), Nedanice (Groß Nedanitz), Nedaničky (Klein Nedanitz), Osobovy (Wosobau), Petrovice (Petrowitz), Radkovice (Radkowitz) und Třebýcina (Groß Trebischau). Zu Měčín gehört außerdem die Ortslage Černovec (Tschernowetz).
Das Gemeindegebiet gliedert sich in die Katastralbezirke Bíluky, Měčín, Nedanice, Nedaničky, Petrovice u Měčína, Radkovice u Měčína und Třebýcina.

## Sehenswürdigkeiten
- Schloss Měčín, die ursprüngliche Feste wurde um 1580 zum Renaissanceschloss umgebaut
- Kirche St. Nikolaus, das seit 1352 nachweisbare, ursprünglich gotische Bauwerk wurde zwischen 1776 und 1777 durch den Pilsener Baumeister Anton Barth barock umgestaltet
- barockes Pfarrhaus
- Statue des Hl. Johannes von Nepomuk aus dem 18. Jahrhundert, vor dem Rathaus
- Grundschule, Bau im Sezessionsstil
- Ausstellung des Nationalmuseums Prag über die Fertigung von Holzspielwaren in Skašov, im Rathaus von Měčín